# David Rutten
David Rutten – nowozelandzki zapaśnik walczący w stylu wolnym. Wicemistrz Wspólnoty Narodów w 1987 i trzeci w 1989. Mistrz Oceanii w 1988.